# Крекінг-установка у Гуанчжоу
Крекінг-установка у Гуанчжоу — складова частина нафтопереробного та нафтохімічного майданчика Guangzhou Petrochemical (дочірня компанія Sinopec), розташованого у піденнокитайській провінції Гуандун.
Введена в дію у 1997 році в Гуанчжоу установка парового крекінгу первісно мала потужність по основному продукту — етилену — на рівні 150 тисяч тонн на рік. В 2003-му цей показник збільшили до 200 тисяч тонн, а ще за чотири роки довели до 260 тисяч тонн. Установка піддає піролізу газовий бензин, що дозволяє також продукувати значну кількість бутадієну (після модернізації 2003-го на майданчику могли випускати 34 тисячі тонн цього діолефіну) та пропілену.
Отримані олефіни далі спрямовують на виробництво лінійного поліетилену низької щільності (260 тисяч тонн) та поліпропілену (станом на 2019 рік діяли три лінії полімеризації загальною потужністю 370 тисяч тонн, що потребує значно більше сировини, аніж здатне постачити піролізне виробництво). Також наявна лінія мономеру стирену (продукт реакції бензолу та етилену) потужністю 80 тисяч тонн на рік.